# Porphyrinia pulchra
Porphyrinia pulchra är en fjärilsart som beskrevs av Swinhoe 1886. Porphyrinia pulchra ingår i släktet Porphyrinia och familjen nattflyn. Inga underarter finns listade i Catalogue of Life.